# Palm River-Clair Mel
Palm River-Clair Mel är en ort (CDP) i Hillsborough County, i delstaten Florida, USA. Enligt United States Census Bureau har orten en folkmängd på 21 024 invånare (2010) och en landarea på 29,9 km².